# NGC 4499
NGC 4499 est une galaxie spirale barrée située dans la constellation du Centaure. NGC 4499 a été découverte l'astronome britannique John Herschel en 1834.

## Caractéristiques
La classe de luminosité de NGC 4499 est II-III.

### Distance
Sa vitesse par rapport au fond diffus cosmologique est de 4 023 ± 47 km/s, ce qui correspond à une distance de Hubble de 59,3 ± 4,2 Mpc (∼193 millions d'al).

### Brillance de surface
En raison d'une brillance de surface égale à 14,12 mag/am2, on peut qualifier NGC 4499 de galaxie à faible brillance de surface (LSB en anglais pour low surface brightness). Les galaxies LSB sont des galaxies diffuses (D) avec une brillance de surface inférieure de moins d'une magnitude à celle du ciel nocturne ambiant.

## Groupe de NGC 4696
Selon A.M. Garcia, NGC 4499 est un membre du groupe de NGC 4696 qui compte au moins 79 galaxies. Les autres galaxies du New General Catalogue et de l'Index Catalogue de ce groupe sont NGC 4373, NGC 4507, NGC 4553, NGC 4573, NGC 4601, NGC 4650, NGC 4672, NGC 4677, NGC 4681, NGC 4683, NGC 4696, NGC 4729, NGC 4743, NGC 4744, NGC 4767, NGC 4811, NGC 4812, NGC 4832, IC 3290 et IC 3370.

## Amas du Centaure
Le groupe de NGC 4696 fait partie de l'amas du Centaure, un des amas du superamas de l'Hydre-Centaure.